# HSBC Bank (China) Company Limited

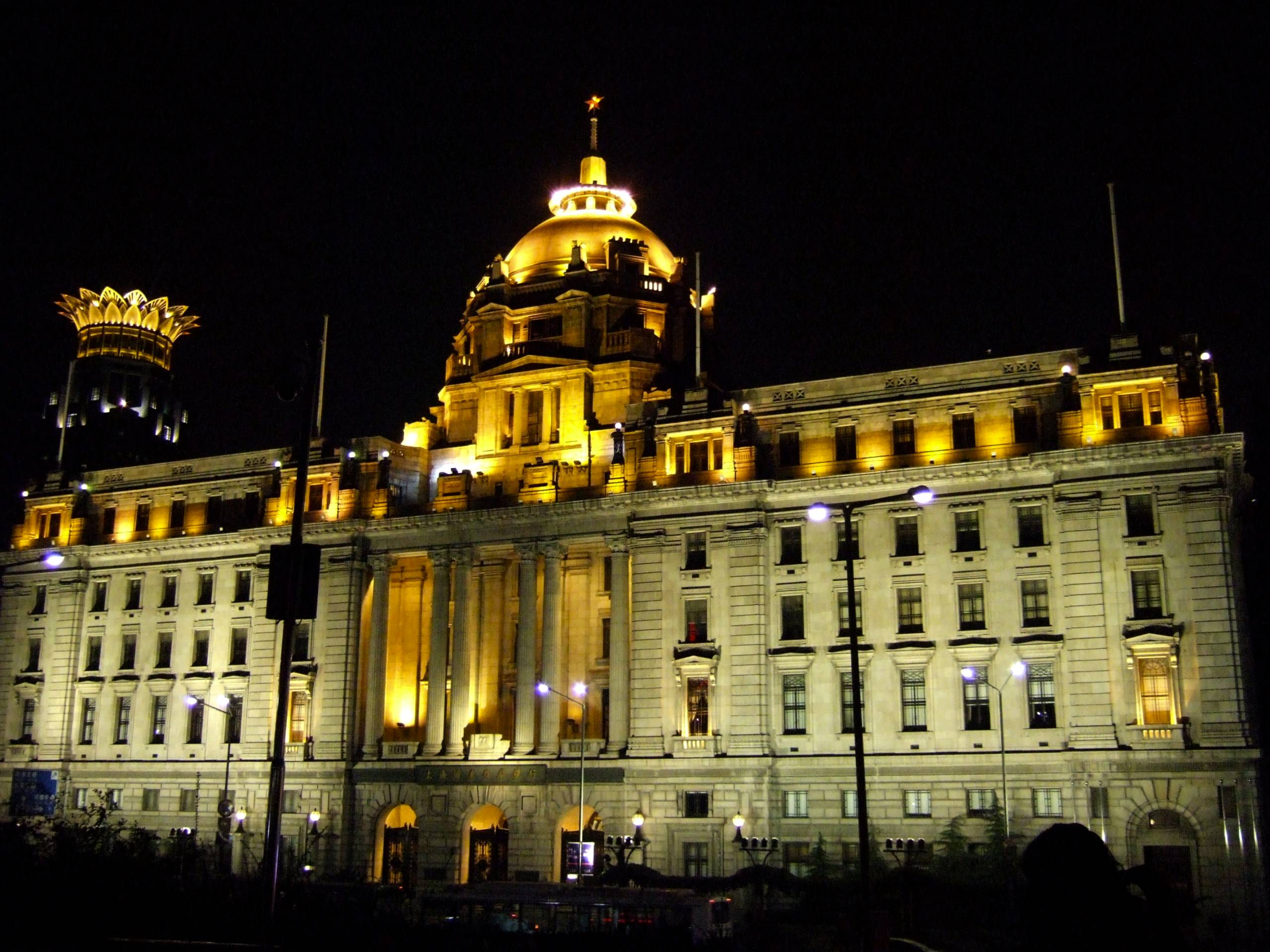
HSBC-Gebäude am Bund (Shanghai)

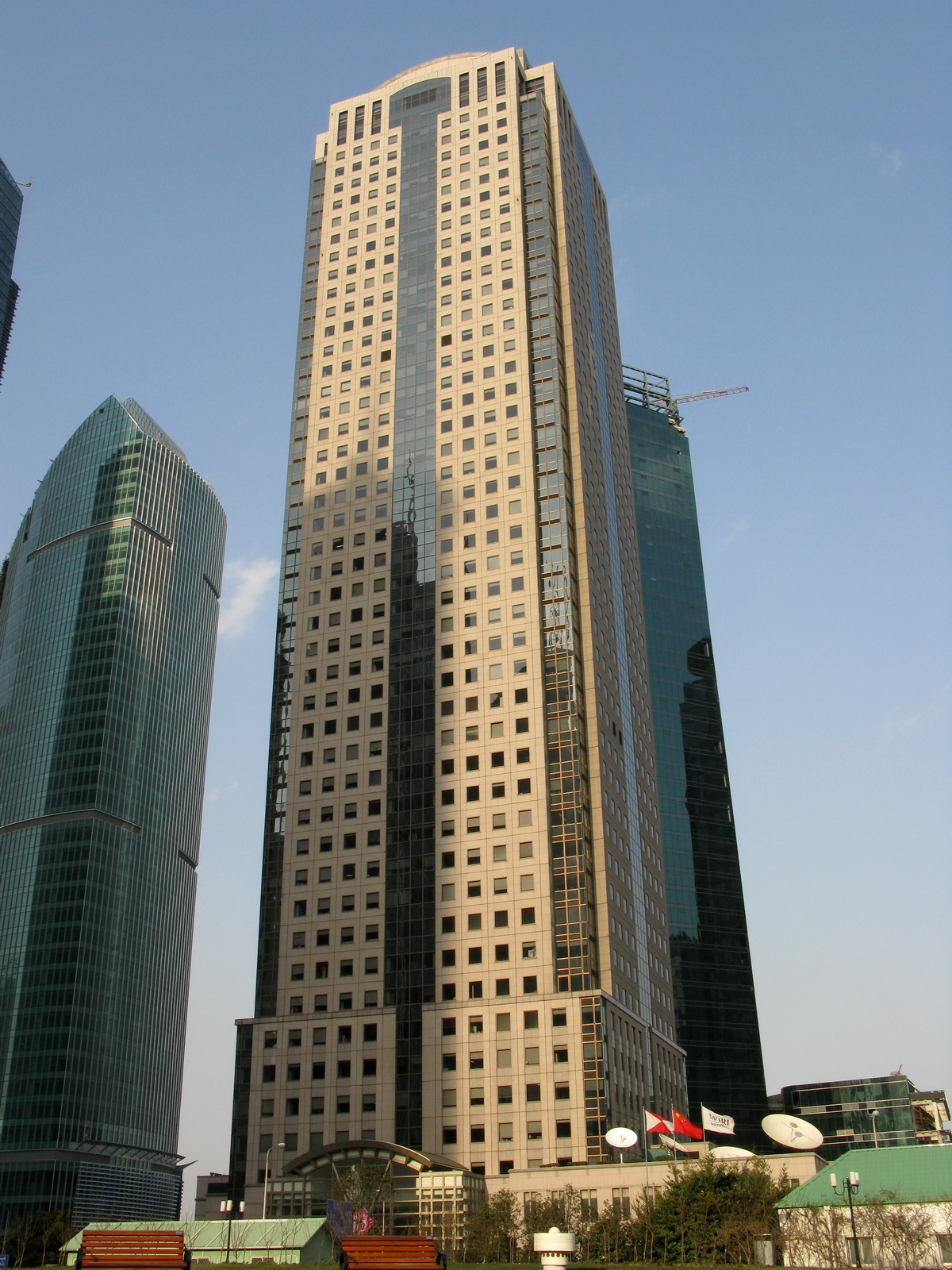
HSBC Turm in Pudong (Shanghai)

Die HSBC Bank (China) Company Limited (chin.: 汇丰银行(中国)有限公司; oft abgekürzt 汇丰中国) war 2007 eine der ersten ausländischen Banken, die in der Volksrepublik China gegründet wurde. Die Bank ist ein Teil der HSBC Holdings plc und ist eine Tochterfirma der Hongkong and Shanghai Banking Corporation Limited mit Sitz in Hongkong.
Die Bank hat das größte Filialnetz aller ausländischer Banken in der Volksrepublik China. Die Bank bietet einen umfassenden Service für Privatkunden und Geschäftskunden in 37 Hauptstellen und 23 Nebenstellen.
HSBC hat über 5 Milliarden US-Dollar in ausgewählten Finanzinstituten in der Volksrepublik investiert. So gehören ihr u. a. 19,90 % der Bank of Communications, 16,8 % der Ping An Insurance und 8 % der Bank of Shanghai.

## Geschichte
Die Hongkong and Shanghai Banking Corporation eröffnete ihre Filiale in Shanghai am 3. April 1865 und war damit die das erste britische Unternehmen, das im fernöstlichen Asien im 19. Jh. tätig wurde. Bis auf die Zeit zwischen 1941 und 1945, in der Japan HSBC und andere ausländische Banken zwang das Land zu verlassen, war die Bank ständig in der Stadt vertreten. Die HSBC war traditionell im HSBC-Gebäude am Bund in Shanghai beheimatet. Im April 1955 übergab die HSBC das Gebäude an die kommunistische Regierung und arbeitete in gemieteten Räumen. Die HSBC beschäftigte sich bis zu den wirtschaftlichen Reformen in den 1970er Jahren vor allem mit der Abwicklung von Überweisungen in die Volksrepublik China und den Außenhandelsrechnungen der Volksrepublik.
Die chinesischen Behörden boten der HSBC 1995 die Mietung des alten Hauptgebäudes am Bund an, dieses Angebot schlug die Bank aus. Die HSBC zog 2000 in den HSBC Turm im Stadtteil Pudong gegenüber vom Bund. 2010 wurde die Hauptverwaltung der HSBC (China) in HSBC-Gebäude im Shanghai International Finance Centre (IFC) ebenfalls im Stadtteil Pudong verlegt.
Die chinesische Bankenaufsicht gab am 24. Dezember 2006 bekannt, dass sie ausländischen Banken erlaubte, mit Vorbereitungen für die Gründung regionaler Tochtergesellschaften in der Volksrepublik zu beginnen. Diese ausländischen Banken dürfen als Geschäftsbanken für chinesische Bürger für Bankgeschäfte unter einer Summe von 1 Million Yuan nach entsprechender Genehmigung durch die Aufsichtsbehörden abwickeln. Die HSBC war eine von neun ausländischen Banken, die sich um eine entsprechende Lizenz bewarben. Am 1. April 2007 übertrugen die Geschäftsstellen der HSBC in der Volksrepublik China ihre Tätigkeit auf die HSBC Bank (China) Company Limited und nahmen als solche am 2. April 2007 ihre Tätigkeit auf. Das Betriebskapital der HSBC (China) entspricht 8 Milliarden Yuan. Die Muttergesellschaft HSBC betreibt weiterhin eine Geschäftsstelle in Shanghai, die im Devisenhandel tätig ist.